# Млин у Власотинцу
Млин у Власотинцу је најстарији индустријски објекат у Власотинцу и један од најстаријих у Србији, саграђен 1895. године, који је између два светска рата имао струју. 
Међу примерима индустријске архитектуре и као заштитни знак Власотинца, издваја се млин на Власини који својим монументалним и свечаним изгледом показује истанчан укус власника. Грађен је умереном романтичарско-класицистичком стилском обрадом. Његова чеона фасада представља складну и кохерентну композицију која на посебан начин тежи отмености и намеће се својом висинском доминацијом у панорами Власотинца. Прочеље млина је рашчлањено по вертикали, плитким неупадљивим пиластрима који се уздижу до завршног мотива који представља упрошћени лучни забат. Склад и симетрија и једноставност маса обогаћени су плитком декорацијом око прозорских отвора. 
Овај стогодишњи објекат и данас функционише као производни и сврстава се у занимљивија архитектонска остварења у граду на Власини. Очуван је као симбол грађанске епохе у развоју града као и сведок развоја варошице.